# Воєводське (Цілинний район)
Воєво́дське (рос. Воеводское) — село у складі Цілинного району Алтайського краю, Росія. Адміністративний центр та єдиний населений пункт Воєводської сільської ради.

## Населення
Населення — 1503 особи (2010; 1798 у 2002).
Національний склад (станом на 2002 рік):
- росіяни — 90 %